# Nina Sublatti
Nina Sublatti, pseudonimo di Nina Sulaberidze (in georgiano ნინა სულაბერიძე; Mosca, 31 gennaio 1995), è una cantante, cantautrice e modella georgiana.

## Biografia
Nina Sublatti è nata a Mosca da genitori georgiani, nel gennaio 1995, ma, subito dopo, la sua famiglia è ritornata nel paese d'origine. Nel 2008, appena tredicenne, Nina è stata ingaggiata come modella dopo aver firmato il contratto con una nota agenzia. Nel 2011 si è avvicinata alla musica, avendo conosciuto il cantante Bera Ivanishvili, col quale ha poi intrapreso una collaborazione.
Nel 2013, Nina ha vinto Sakartvelos Varskvlavi ovvero la versione georgiana di Idols. L'anno seguente ha rilasciato il suo primo album da studio: Dare To Be, divenuto subito il più venduto in Georgia.
Nel 2015 è stata scelta per rappresentare il suo Paese all'Eurovision Song Contest con la canzone Warrior.
Alla serata finale del 23 maggio si è classificata undicesima totalizzando 51 punti.

## Vita personale
Nina ha frequentato un liceo artistico, facendosi qui apprezzare per la sua capacità nel disegno e nella scultura. I suoi riferimenti in campo musicale sono Janis Joplin, Brian Molko e Björk. Ha alcuni tatuaggi, che ha disegnato lei stessa. Ha sposato un musicista suo collaboratore, George Shamanauri.

## Discografia

### Album in studio
- 2014 - Dare to Be Nina Sublatti

### EP
- 2015 - Locked Box

### Singoli
- 2014 - Down (feat. Nini Tsnobiladze)
- 2014 - Toxic (feat. Lasha Kicks)
- 2015 - Sleep
- 2015 - I've Got An Idea
- 2015 - Warrior
- 2015 - Locked Box
- 2015 - You Call Me Devil
- 2015 - Heart Won't Suck It
- 2015 - Dark Desire
- 2016 - Vision of Mind